# 神戸港地方
神戸港地方（こうべこうじかた）は兵庫県神戸市中央区の大字。郵便番号は650-0007。

## 地理

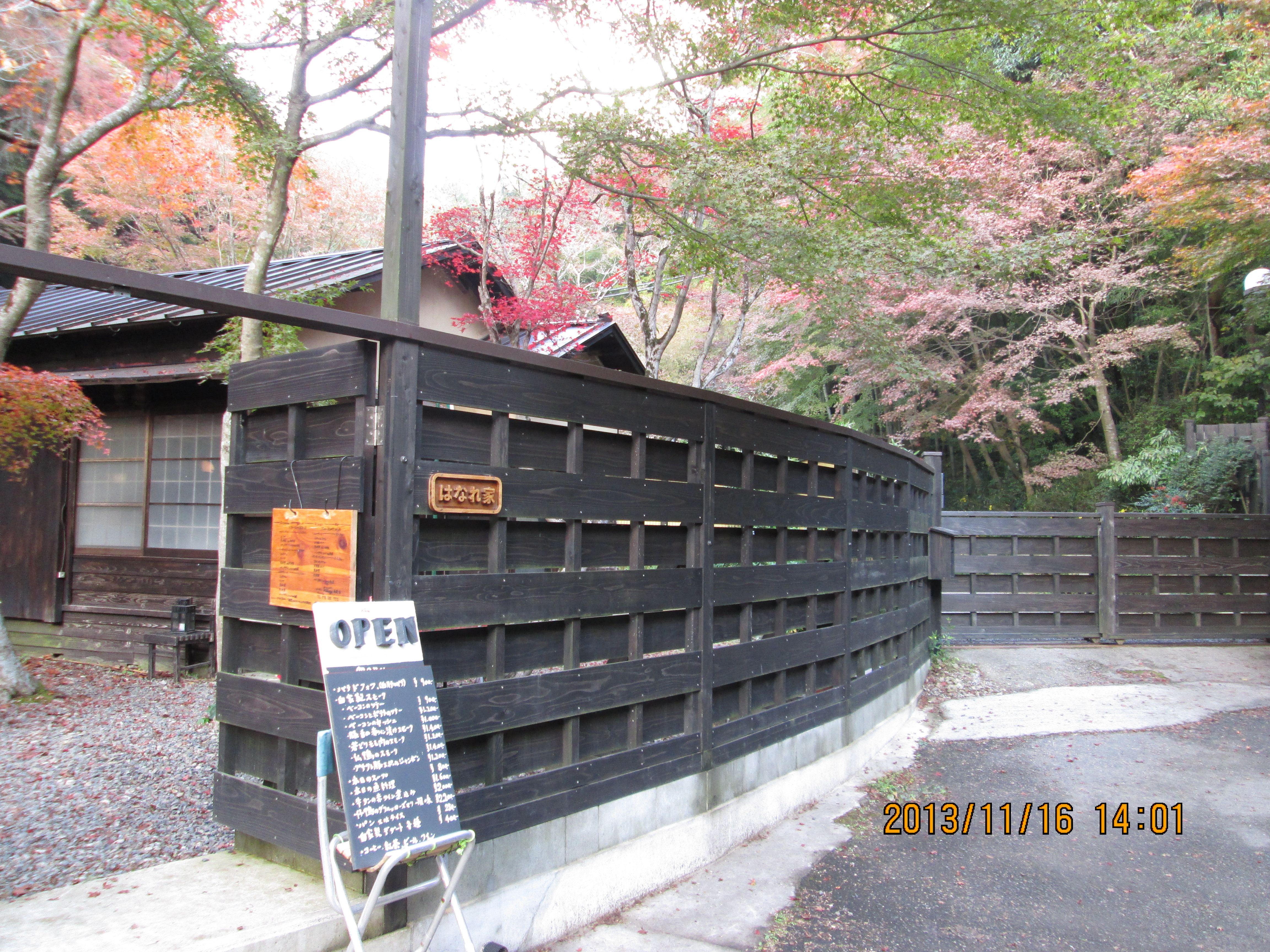
当地の街並み
再度山付近で撮影

旧・生田区の北側山岳地域全体にあたる。市街化調整区域で、錨山（碇山）、市章山、堂徳山、再度山などの山間部に住宅が点在。
東は葺合町、南は東から順に北野町、山本通、諏訪山町、再度筋町、兵庫区楠谷町、南東は兵庫区梅元町、西は兵庫区平野町、北は北区山田町下谷上に接する。
西の葺合町との境界に滝山城跡がある。

## 歴史
成立年代は不詳。地方（じかた）とは江戸時代には都市部に対する農村の事を指したが、やがて周辺部という意味にもなり、神戸港のうち市街化していない山岳部を指し、明治7年の兵庫県布達で、北野町、宇治野町以南の部分を「神戸港のうち」と表現しており、『神戸の町名』では、この区域から外れる幅広い地域をさす地名として形づくられたのだろうとしている。
昭和6年（1931年）より神戸市神戸区、昭和20年（1945年）より生田区、昭和55年（1980年）より中央区に所属。昭和２０年代以降の生田区時代は「神戸」を付けず、単に「港地方」と表記し「みなとじかた」と呼称していた。
- 明治13年（1880年）、字口一里山に堺の妙国寺から有志が妙見堂を移転、更に舜如院も移転、日蓮宗妙見寺舜如院と改称。
- 明治36年（1903年）、諏訪山遊園開設。神戸港での観艦式の記念に錨型に植林され錨山（碇山）ができる。
- 明治40年（1907年）、神戸港築港起工式に市徽章を象って植林され、徽章山（市章山）が誕生。
- 大正13年（1924年）、私立山手学習院（現・ 神戸山手大学）創立。
- 大正15年（1926年）、山手学習院が神戸山手高等女学校と改称。
- 昭和3年（1928年）、諏訪山公園に動物園開園。
- 昭和7年（1932年）、再度筋と呼ばれてきた地域が再度筋町として分離。
- 昭和9年（1934年）、神戸区教育会が林間学校再度山尋常小学校を開校。
- 昭和10年（1935年）、裏山開発（ドライブウエー等）完成。
- 昭和22年（1947年）、神戸山手女子中学校設置。
- 昭和23年（1948年）、神戸山手女子高等学校設置。
- 昭和25年（1950年）、神戸山手女子短期大学設置。
- 昭和26年（1951年）、動物園を灘区の王子公園（王子町）へ移転、神戸市立王子動物園となる。
- 昭和55年（1980年）、一部が諏訪山町として独立。一部を山本通一～五丁目・北野町一～四丁目・加納町一～六丁目にそれぞれ編入。

## 人口統計
- 平成17年国勢調査（2005年10月1日現在）での世帯数40、人口162、うち男性87人、女性75人[2]。
- 昭和63年（1988年）の世帯数86・人口275[3]。
- 昭和35年（1960年）の世帯数125・人口510[3]。
- 大正4年（1915年）の戸数185・人口841[3]。